# Waake
Waake település Németországban, azon belül Alsó-Szászország tartományban. Lakosainak száma 1272 fő (2023. december 31.).

## Népesség
A település népességének változása:
| Lakosok száma | 1271 | 1284 | 1280 | 1253 | 1262 | 1272 |
|               | 2016 | 2017 | 2019 | 2021 | 2022 | 2023 |